# Tribunal Internacional del Derecho del Mar
El Tribunal Internacional del Derecho del Mar es un órgano judicial establecido en la Convención de las Naciones Unidas sobre el Derecho del Mar, firmada en 1982 en Jamaica. Tiene su sede en la Ciudad Libre y Hanseática de Hamburgo, Alemania.
El Tribunal funciona de conformidad con las disposiciones de la Convención del Mar (básicamente, Parte XV y la Sección 5 de la Parte XI) y de su Estatuto, que figura en el Anexo VI de la Convención, desde 1996.

## Composición
El Tribunal se compone de 21 miembros independientes, elegidos entre personas que gocen de la más alta reputación por su imparcialidad e integridad y sean de reconocida competencia en materia de derecho del mar». Los miembros del Tribunal desempeñan sus cargos por nueve años y pueden ser reelegidos.
En la composición del Tribunal se busca garantizar la representación de los principales sistemas jurídicos del mundo y una distribución geográfica equitativa.
No puede tener dos miembros que sean nacionales del mismo Estado. Para estos efectos, toda persona que pueda ser tenida por nacional de más de un Estado será considerada nacional del Estado en que habitualmente ejerza sus derechos civiles y políticos. Asimismo, no puede haber menos de tres miembros por cada uno de los grupos geográficos establecidos por la Asamblea General de las Naciones Unidas.
Actualmente (2005) tiene 5 miembros de Asia, 4 de Europa occidental y otros Estados, 4 de América Latina y el Caribe, 5 de África, y 3 de Europa oriental.

## Estructura
El Tribunal ha constituido cuatro salas permanentes: 
- Sala de Controversias de los Fondos Marinos, integrada por once miembros, y con competencia exclusiva y preferente;
- Sala de Procedimiento Sumario, integrada por cinco miembros;
- Sala de Controversias de Pesquerías, integrada por nueve miembros, y
- Sala de Controversias del Medio Marino, integrada por nueve miembros.[3]

Además, posee diversos Comités, que tienen como objetivo permitir llevar eficazmente sus tareas: Comité de Presupuesto y Finanzas, Comité sobre el Reglamento y la Práctica Judicial, Comité sobre el Personal y la Administración, Comité sobre Biblioteca y Publicaciones, Comité de Edificios y sistemas electrónicos y Comité de relaciones públicas.

## Jueces
| Nacionalidad      | Nombre                        | Inicio | Presidente | Vicepresidente |
| ----------------- | ----------------------------- | ------ | ---------- | -------------- |
| Argelia           | Boualem Bouguetaia            | 2008   |            |                |
| Argentina         | Elsa Kelly                    | 2011   |            |                |
| Tailandia         | Kriangsak Kittichaisaree      | 2017   |            |                |
| Islandia          | Tomas Heidar                  | 2014   |            |                |
| Cabo Verde        | José Luis Jesús               | 1999   | 2008–2011  |                |
| China             | Zhiguo Gao                    | 2008   |            |                |
| Francia           | Jean-Pierre Cot               | 2002   |            |                |
| Países Bajos      | Liesbeth Lijnzaad             | 2017   |            |                |
| México            | Alonso Gómez-Robledo Verduzco | 2014   |            |                |
| India             | Neeru Chadha                  | 2017   |            |                |
| Japón             | Shunji Yanai                  | 2005   | 2011–2017  |                |
| Paraguay          | Óscar Cabello Sarubbi         | 2017   |            |                |
| Malta             | David Joseph Attard           | 2011   |            | 2017-          |
| Polonia           | Stanisław Pawlak              | 2005   |            |                |
| Rusia             | Roman Kolodkin                | 2017   |            |                |
| Senegal           | Tafsir Malick Ndiaye          | 1996   |            |                |
| Sudáfrica         | Albert J.Hoffmann             | 2005   |            |                |
| Corea del Sur     | Jin-Hyun Paik                 | 2009   | 2017-      |                |
| Tanzania          | James L. Kateka               | 2005   |            |                |
| Trinidad y Tobago | Anthony Amos Lucky            | 2003   |            |                |
| Ucrania           | Markiyan Z.Kulyk              | 2011   |            |                |
| Chile             | María Teresa Infante          | 2020   |            |                |

Fuente: Tribunal Internacional del Derecho del Mar.

## Casos
| #  | Casos contenciosos                                                                                          | Demandante                   | Demandado     | Año  |
| -- | --- | ---------------------------- | ------------- | ---- |
| 1  | Caso MV Saiga (1)                                                                                           | San Vicente y las Granadinas | Guinea        | 1997 |
| 2  | Caso MV Saiga (2)                                                                                           | San Vicente y las Granadinas | Guinea        | 1998 |
| 3  | Caso del Atún del Sur (1)                                                                                   | Nueva Zelanda                | Japón         | 1999 |
| 4  | Caso del Atún del Sur (2)                                                                                   | Australia                    | Japón         | 1999 |
| 5  | Caso del Camouco                                                                                            | Panamá                       | Francia       | 2000 |
| 6  | Caso del Monte Confurco                                                                                     | Seychelles                   | Francia       | 2000 |
| 7  | Caso sobre la conservación y explotación adecuada de los peces espada en el sudeste del Océano Pacífico     | Chile                        | Unión Europea | 2000 |
| 8  | Caso del Grand Prince                                                                                       | Belice                       | Francia       | 2001 |
| 9  | Caso del Chaisiri Reefer 2                                                                                  | Panamá                       | Yemen         | 2001 |
| 10 | Caso de la Fabrica MOX                                                                                      | Irlanda                      | Reino Unido   | 2001 |
| 11 | Caso del Volga                                                                                              | Rusia                        | Australia     | 2001 |
| 12 | Caso sobre la reclamación de tierras de Singapur en el interior y en las proximidades del estrecho de Johor | Malasia                      | Singapur      | 2003 |
| 13 | Caso del Juno Trader                                                                                        | San Vicente y las Granadinas | Guinea-Bisáu  | 2004 |
| 14 | Caso Hoshinmaru                                                                                             | Japón                        | Rusia         | 2007 |
| 15 | Caso Tomimaru                                                                                               | Japón                        | Rusia         | 2007 |
| 16 | Disputa sobre la delimitación marítima entre Bangladés y Myanmar en la bahía de Bengala                     | Bangladés                    | Birmania      | 2009 |
| 18 | Caso MV Louisa                                                                                              | San Vicente y las Granadinas | España        | 2010 |
| 19 | Caso MV "Virginia G"                                                                                        | Panamá                       | Guinea-Bissau | 2011 |
| 20 | Caso de la ARA Libertad (Q-2)                                                                               | Argentina                    | Ghana         | 2012 |
| 22 | Caso del MV Arctic Sunrise                                                                                  | Holanda                      | Rusia         | 2013 |

| #  | Opiniones consultivas | Solicitante                                   | Año  |
| -- | --- | --------------------------------------------- | ---- |
| 17 | Opinión consultiva sobre las responsabilidades y obligaciones de los Estados patrocinadores de personas y entidades en relación con las actividades en la Zona | Autoridad Internacional de los Fondos Marinos | 2010 |
| 21 | Solicitud de opinión consultiva enviada por la Comisión Subregional de Pesca (CSRP)                                                                            | Comisión Subregional de Pesca (CSRP)          | 2013 |

Fuente: Tribunal Internacional del Derecho del Mar.